# Pernando Barrena

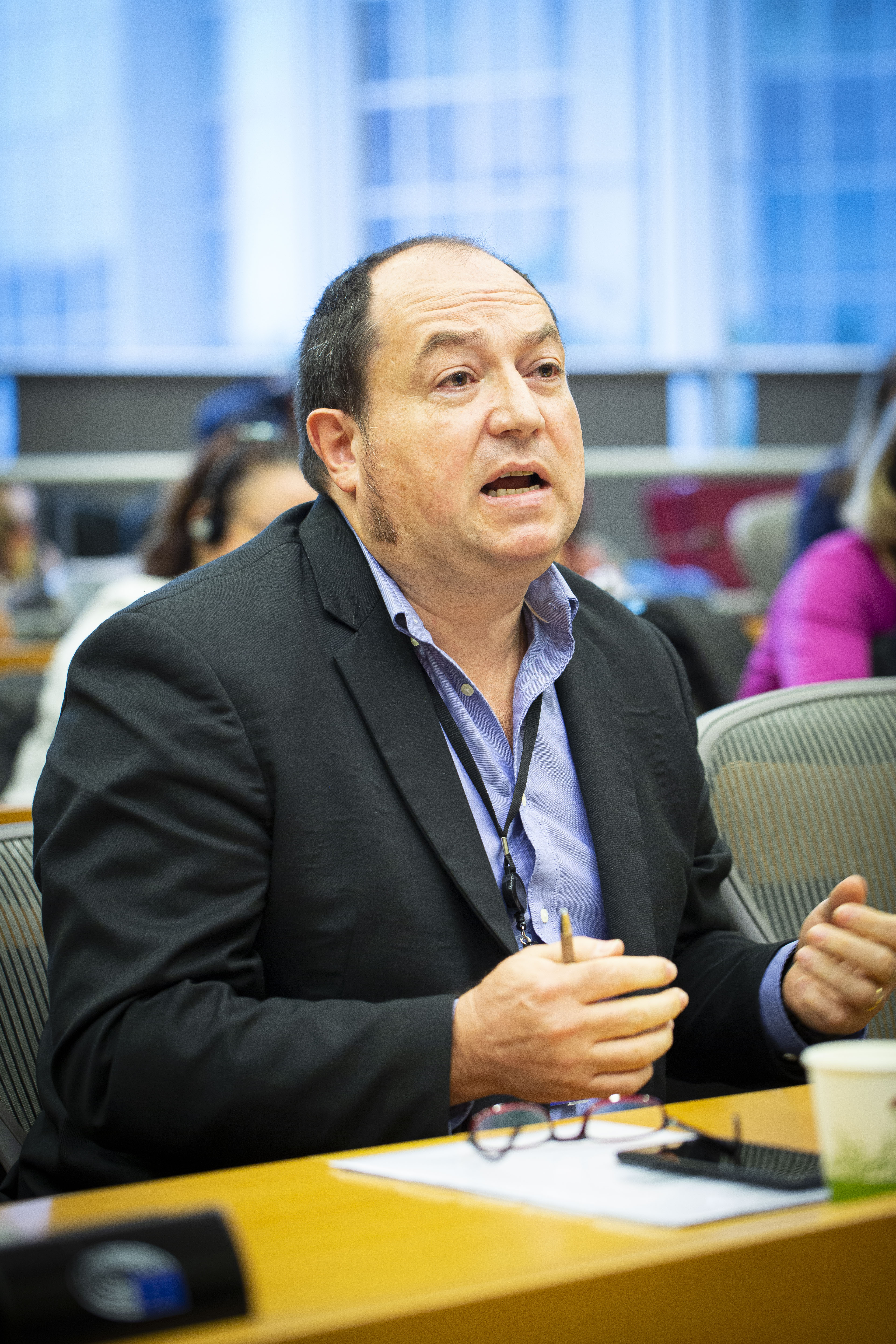
Pernando Barrena (2019)

Joxe Pernando Barrena Arza (* 1. November 1965 in Pamplona) ist ein baskischer Übersetzer und führender Politiker im Baskenland (früher Herri Batasuna, jetzt Sortu). Barrena war von 1999 bis 2003 Abgeordneter des Parlaments von Navarra, seine Kandidaturen bei der Regionalwahlen 2003 und 2007 annullierte der Oberste Gerichtshof Spaniens. Von der Europawahl 2019 bis September 2022 war Barrena Mitglied des Europäischen Parlaments als Teil der GUE/NGL-Fraktion.

## Leben

### Jugend und Ausbildung
Barrena wurde am 1. November 1965 in Pamplona, Navarra, geboren. Sein Vater José María Barrena Inza war sozialistischer Bürgermeister von Berriozar. Er absolvierte eine Ausbildung an der Técnico Superior im Bereich Internationaler Handel. Des Weiteren studierte Barrena Internationale Beziehungen an der Fernuniversität Universidad Abierta de Cataluña.
Barrena arbeitete berufliche als Übersetzer beim Txalaparta-Verlag in Tafalla und übersetzte Baskisch und Englisch.

### Politisches Engagement im Baskenland
Barrena begann sich bereits als Jugendlicher bei der linken baskischen Separatistenbewegung Ezker abertzalea zu engagieren. Er war von 1984 bis 1999 Stadtrat in Berriozar.
1985 wurde Barrena zum ersten Mal wegen Verbindungen zur separatistischen Euskadi Ta Askatasuna (ETA) verhaftet. 1998 stieg er zusammen mit Arnaldo Otegi und Joseba Permach in die Führungsspitze der Herri Batasuna auf, nachdem die vorherige Führung wegen Verbindungen zur ETA inhaftiert worden war. Barrenas Sprachkenntnisse führten dazu, dass er die Partei auf internationaler Ebene vertrat. 1998 wurde er Mitglied des nationalen Exekutivorgans von der Partei und war von 2001 bis 2008 Sprecher der Partei. Barrena nahm an den Regionalwahlen 1999 in Navarra als Kandidat des Wahlbündnisses Euskal Herritarrok teil und wurde in das Parlament von Navarra gewählt.
Barrena wurde 2001 Mitglied der nationalen Exekutive der neu gegründeten Batasuna, dem Nachfolger der aufgelösten Herri Batasuna. 2003 kandidierte er als Spitzenkandidat bei den Regionalwahlen 2003 in Navarra für das Wahlbündnis Autodeterminaziorako Bilgunea. Der Oberste Gerichtshof Spaniens annullierte jedoch die Liste, da diese das Wahlbündnis als Nachfolger der im März 2003 verbotenen Batasuna ansah.
Nach dem Tod von zwei ETA-Häftlingen, Igor Angulo Iturrate und Roberto Sainz del Olmo, organisierten baskische Nationalisten im März 2006 einen Streik, der zu Gewalt in Navarra und dem Baskenland führte. Barrena und andere Spitzenpolitiker der Batasuna wurden auf Anweisung des Richter Fernando Grande-Marlaska verhaftet, der sie für Angriffe der Streikenden verantwortlich machte. Barrena wurde nach Zahlung einer Kaution von 200.000 € freigelassen.
2007 trat Barrena erneut bei den Regionalwahlen 2007 in Navarra für das Wahlbündnis Nafarroako Abertzale Sozialistak an, das ebenfalls vom Obersten Gerichtshof annulliert wurde. Am 4. Februar 2008 fand im Hotel Tres Reyes, Pamplona, eine Konferenz statt, an der Batasuna, die Baskische Nationalistische Partei und die Sozialistische Partei des Baskenlands teilnahmen, an der die Batasuna-Führer Barrena, Patxi Urrutia und Unai Fanorekin teilnahmen. Barrena und Urrutia wurden am 4. Februar 2008 auf Anordnung des Richter Baltasar Garzón wegen „Unterstützung der Tätigkeit einer illegalen politischen Partei“ verhaftet. Barrena wurde am 3. Februar 2010 gegen Zahlung einer Kaution von 50.000 € freigelassen.
Von 2012 bis 2016 war Barrena Co-Sprecher der neuen baskischen Partei Sortu.

### Abgeordneter im Europaparlament

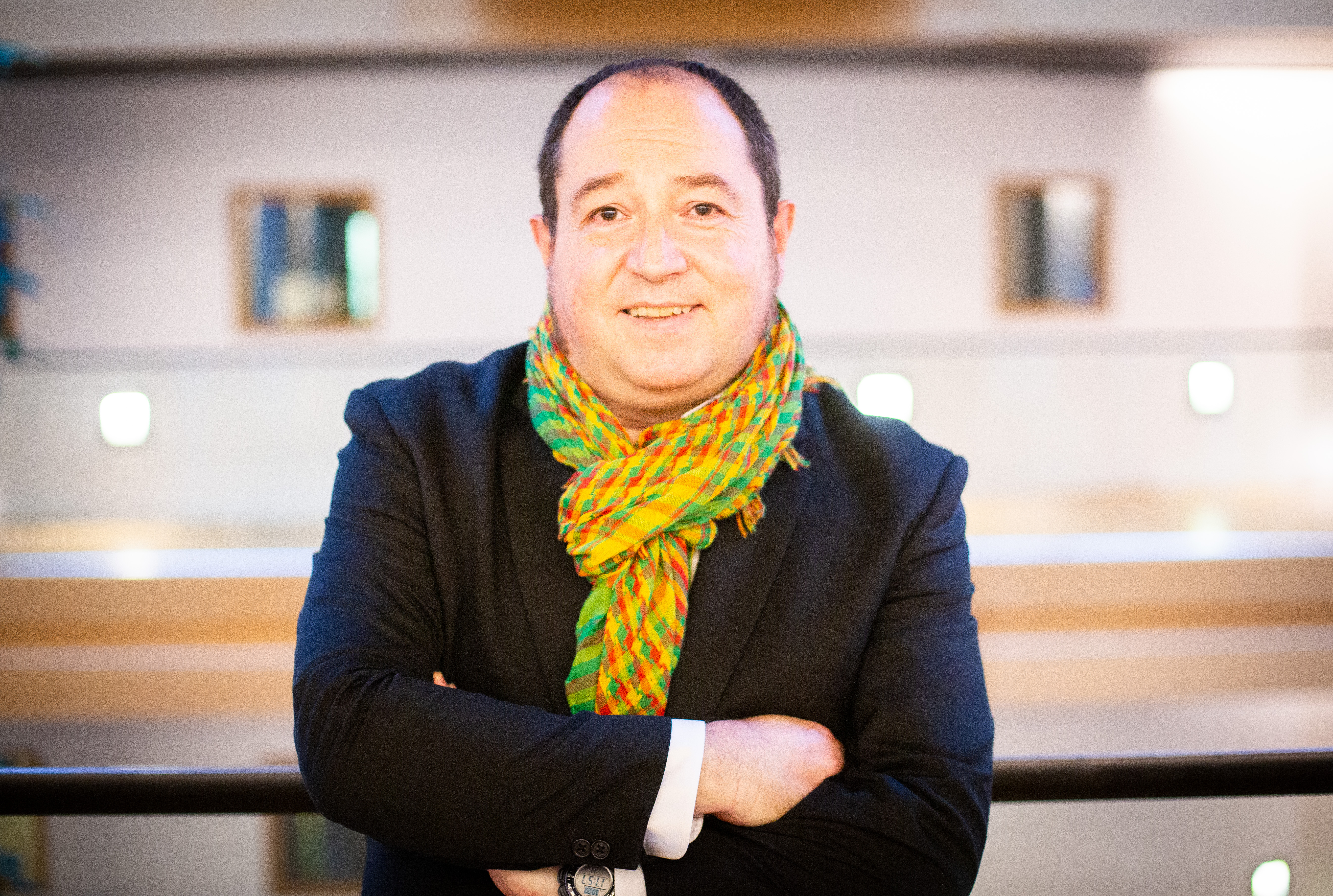
Pernando Barrena mit einem Rojava-Solidaritätstuch (2019)

Im April 2019 wurde er vom Wahlbündnis EH Bildu nach dem Rücktritt von Josu Juaristi zum Spitzenkandidaten bei den Wahlen zum Europäischen Parlament 2019 in Spanien nominiert. EH Bildu trat unter dem gesamtspanischen Wahlbünids Ahora Repúblicas von kleinen linken, separatistischen Parteien an. Ahora Repúblicas gewann bei der Wahl 5,61 Prozent und damit 3 der 54 spanischen Mandat, das baskische Wahlbündnis EH Bildu gewann davon ein Mandat, sodass Barrena direkt ins Europaparlament einzog.
Im Parlament schloss sich Barrena der Konföderalen Fraktion der Vereinten Europäischen Linken/Nordische Grüne Linke an. Für seine Fraktion war er Mitglied im Ausschuss für bürgerliche Freiheiten, Justiz und Inneres. Des Weiteren war er stellvertretendes Mitglied im Ausschuss für Kultur und Bildung sowie im Petitionsausschuss. Am 2. September 2022 legte er sein Mandat nieder. Für ihn rückte Ana Miranda Paz nach. Bei der Europawahl 2024 wurde Barrena erneut gewählt. Er wurde Mitglied im Ausschuss für bürgerliche Freiheiten, Justiz und Inneres sowie stellvertretendes Mitglied im Ausschuss für auswärtige Angelegenheiten.